# Pierre Dufresne
Pierre Dufresne (1786–1836) fue un botánico francés que fue pionero de la Homeopatía en Ginebra.

## Algunas publicaciones
- 1832. Artemisia judaica: ses effets pathogénétiques. 16 pp.

### Libros
- 1832. Les écoles en médecine et l'homœopathie. 29 pp.

- 1811. Histoire Naturelle et Médicale de la Famille des Valerianées, 81 pp. en línea

## Honores

### Eponimia
Género
- (Valerianaceae) Dufresnea Meisn.[3]
- La abreviatura «Dufr.» se emplea para indicar a Pierre Dufresne como autoridad en la descripción y clasificación científica de los vegetales.[4]